# Karl-Heinrich von Groddeck
Karl-Heinrich Erich Moritz von Groddeck, nemški veslač, * 19. julij 1936, Tutow, Tretji rajh, † 14. december 2011.
Groddeck je za Nemčijo nastopil na Poletnih olimpijskih igrah 1956 v Melbournu, Poletnih olimpijskih igrah 1960 v Rimu in na Poletnih olimpijskih igrah 1964 v Tokiu.
V Melbournu je veslal v dvojcu s krmarjem, ki je osvojil srebro, V Rimu je z osmercem osvojil zlato medaljo, leta 1964 pa je v istem čolnu ponovno osvojil srebrno medaljo.